# Milko Gajdarski
Milko Trilov Gajdarski, traslitterazione anglosassone: Milko Gaydarski (in bulgaro Милко Трилов Гайдарски?; 18 marzo 1946 – Sofia, 23 dicembre 1989), è stato un calciatore bulgaro, di ruolo difensore.